# Émergence de la Macédoine
 (avril 2017).
Si vous disposez d'ouvrages ou d'articles de référence ou si vous connaissez des sites web de qualité traitant du thème abordé ici, merci de compléter l'article en donnant les références utiles à sa vérifiabilité et en les liant à la section « Notes et références ».

L'expansion de la Macédoine du.

L’émergence de la Macédoine au milieu du IVe siècle av. J.-C. a été rendue possible par les réformes et la politique d'expansion de Philippe II qui ont permis d'assurer l'hégémonie macédonienne sur le monde grec et à son fils, Alexandre le Grand, d'entreprendre la conquête de l'empire perse.

## Situation de la Macédoine avant Philippe II
Le royaume de Macédoine possède des frontières fluctuantes. Il s'étend au VIIe siècle av. J.-C., autour du golfe Thermaïque (golfe de Salonique), de la grande plaine alluviale d'Émathie formée par le fleuve Axios (actuel Vardar) et de la plaine, plus petite, de Piérie. La Haute-Macédoine, région de hauts plateaux, est à l'origine formée de petits royaumes indépendants. Pendant deux siècles la frontière orientale correspond à l'Axios. À partir du Ve siècle av. J.-C., les Macédoniens commencent la conquête des territoires situés à l'est de ce fleuve, les côtes étant alors occupées par des colonies grecques et l'intérieur des terres par des peuples indigènes (dont principalement les Bottiens et Odomantes).
Le royaume connait un considérable essor sous le règne de Philippe II avec notamment l'annexion de l'Orestide et de la Lyncestide. Le pays est fermé au sud par le mont Olympe, à l'est par le Pinde, au nord par des montagnes. Le cœur de la Macédoine est formé par la plaine de la Bottiée et celle de la Piérie, des plaines marécageuses mais fertiles. À l'est, se trouvent de hautes montagnes faites de plateaux montagneux, avec des royaumes qui seront peu à peu annexés à la fin de l'époque classique. 
De façon générale, pour les Grecs qui vivent en cités (polis), la Macédoine est un pays exotique, avec les neiges éternelles du mont Olympe et des sources d'eau pérennes ; c'est également un pays qui connaît l'élevage des vaches et des buffles, qui ne connaît pas l'olivier. Il est, de plus, riche de ses forêts de chênes, de hêtres et de bouleaux, où les souverains ont souvent chassé. C'est une terre qui pour être exploitée nécessite des travaux. L'un de ces grands travaux a été d'assécher les grandes plaines littorales. Le pays est riche en cuivre, en fer, en or et en argent.
La population macédonienne reste une énigme pour les Grecs du sud : les Athéniens considèrent les Macédoniens comme des barbares qui ne seraient donc pas grecs. Des inscriptions anciennes montrent que l'ancien macédonien serait un dialecte grec intermédiaire où les consonnes sourdes et les consonnes sonores se distinguent mal. Alexandre n'hésite pas à s'exprimer dans ce dialecte.

## Des institutions politiques originales
Les institutions macédoniennes s'avèrent originales, même si elles restent proches de celles prévalant en Épire et en Thessalie. Les sources antiques offrent quelques rares allusions au sujet des institutions sous Philippe II et d'Alexandre le Grand. L'originalité politique est marquée par l'existence d'une institution centralisée autour du roi, issu de la dynastie des Argéades prétendument originaire d'Argos et descendant d'Héraclès. Cette famille est révérée par les Macédoniens et est investie de fonctions religieuses. Le roi des Macédoniens (et non de Macédoine) est proclamé par acclamation par l'Assemblée des hommes en armes. Le premier rôle des souverains est de fournir plusieurs successeurs. Il est polygame, ce qui dérange quelque peu les Grecs du sud. Il choisit lui-même ses épouses. Il y a une cour macédonienne où il n'y a pas d'esclaves mais des pages, c'est-à-dire de jeunes Macédoniens envoyés en formation à la cour sur demande du roi et qui constituent l'entourage du roi. Un certain nombre de rois ont été assassinés par des pages à la suite de complots. Le roi de Macédoine réside dans une capitale : Aigéai puis Pella.
Le souverain possède trois fonctions : chef de guerre en tant que stratègos, souverain en tant que basileus et grand-prêtre. Il possède donc des fonctions religieuses et doit honorer les dieux en exerçant les sacrifices aux dieux traditionnels et aux dieux qu'il s'est choisi. Il dirige par ailleurs l’administration centrale et convoque à sa discrétion les membres du Conseil royal. Il peut exercer la justice sauf les cas de haute trahison jugé par l'Assemblée. Il est enfin le chef de l'armée au titre de stratège en chef. La Macédoine est marquée par la guerre. En effet, les Macédoniens sont en guerre quasi permanente contre leurs voisins « barbares », dont les Triballes et les Illyriens. De nombreux rois ont été blessés (Philippe II a perdu un œil) ou tués au combat. En temps de guerre, le roi peut prendre le butin du roi adverse sans avoir à partager. Après leur mort, les souverains ont droit à des funérailles grandioses et sont enterrés dans des tumulus, comme celui mis au jour à Aigéai.
Le roi n'est pas seul pour gouverner. Il préside un Conseil royal (ou synédrion), composé des conseillers qu'il choisit lui-même parmi les membres des grandes familles. Alexandre le réunit notamment dans les cas de mutinerie, mais de façon plus générale pour toutes les prises de décision importantes. Il existe également une Assemblée des Macédoniens (ou des hommes en arme selon les situations). C'est un corps politique qui, sur proposition du Conseil, investit et peut déposer un roi, ou qui juge les cas de haute trahison. Elle est toujours convoquée par le roi et tous ont le même droit à la parole que leur souverain. Le verdict est exprimé par acclamation.

## Affirmation des Argéades
Les souverains argéades de Macédoine ont eu affaire au Ve siècle av. J.-C. à la tutelle des Perses achéménides. Alexandre Ier a dû prêter allégeance au Grand Roi afin de pouvoir conserver son royaume. Il suit d'ailleurs l'armée de Xerxès. Xénophon prétend qu'à Platées, Alexandre Ier aurait donné les plans de Xerxès aux Grecs. La Macédoine étend son territoire vers l'est en poursuivant les Perses dans leur déroute. À mesure de cette extension, les Macédoniens rencontrent à l'est les populations Thraces, au nord, les Péoniens et à l'ouest les Illyriens. Le Ve siècle voit l'arrivée des Athéniens qui cherchent à prendre le contrôle de la Chalcidique, se heurtant aux Macédoniens qui, eux aussi, ont des vues sur les cités littorales. Le bois de Macédoine est par ailleurs apprécié pour la construction des trières. 
La royauté macédonienne profite de la guerre du Péloponnèse pour écarter Athènes d'Amphipolis avec l'aide de Sparte. En 413, le roi Archélaos finit par conclure un traité commercial avec les Athéniens. Il cherche à moderniser son royaume en renforcant son organisation politique et militaire. Il intervient dans les affaires de la Thessalie et soumet des princes de Haute Macédoine. Euripide se réfugie à la cour d'Archélaos. Ce dernier est tué lors d'un complot. Entre 399 et 393 s'installe une période d'instabilité.
Amyntas III règne de 393 à 370 et lutte contre les populations voisines de son royaume. Il surmonte tout d'abord l'invasion des  Illyriens. Il se bat ensuite contre les cités de Chalcidique qui se sont formées en confédération autour d'Olynthe. Les Olynthiens, après avoir négocié avec le souverain macédonien, cherchent à s'emparer d'une bonne partie du royaume. Amyntas III ne doit son salut qu'à l'arrivée de Sparte qui intervient contre Olynthe et demande la dissolution de la confédération. Il cherche à se rapprocher des Athéniens et des Thébains à la fin de son règne. À sa mort vers 370, il a réussi à conserver son royaume intact mais n'a su tenir compte des innovations militaires. Une nouvelle période d'instabilité s'ouvre avec des souverains éphémères. En 359, une nouvelle invasion est orchestrée par les Illyriens. En 359, le royaume est au bord du désastre quand arrive Philippe II.

## Avènement de Philippe II
Philippe II a été otage durant trois ans à Thèbes entre 368 et 365. Il a pu alors observer l'une des meilleures armées civiques du moment. En 360, il est nommé régent pour l'un de ses neveux. À son arrivée au pouvoir, il doit lutter contre les Illyriens qui occupent le nord du royaume, les Thraces, les Athéniens et les Péoniens. Très rapidement il est vainqueur et l'armée, qui se confond avec l'Assemblée des Macédoniens, le choisit comme roi.
Il utilise principalement la diplomatie avec les Péoniens. Pendant ce temps, il s'attaque aux Athéniens. En 359, il conclut une paix avec Athènes qui lui laisse les mains libres. Il s'attaque ensuite aux Illyriens et l'emporte en combinant infanterie et cavalerie sur le champ de bataille. Il clôt en 358 une période d'effacement de la Macédoine, s'en prenant d'abord aux Thébains, puis aux Thraces et aux Olynthiens et enfin aux Athéniens. Philippe II se donne des moyens et réforme son instrument militaire.

## Réformes de l'armée
C'est grâce à son armée civique que la Macédoine est devenue la puissance dominante du monde grec. Peu de choses sont connues au sujet des réformes militaires menées sous Philippe II. On sait qu'à partir de 358, il réorganise la cavalerie et surtout l'infanterie en équipant les phalangites de longues lances, les sarisses. Ces réformes permettent à Philippe de s'imposer en 338 face aux Grecs coalisés à la bataille de Chéronée, où il a pu compter sur 10 000 fantassins.
Philippe accroît d'abord la cavalerie. En 358, il pouvait mobiliser 600 cavaliers. Vers 340, il peut en mobiliser 800. En 334, Alexandre le Grand peut en mobiliser plus de 2 000. La cavalerie est accrue au fur et à mesure de l'extension du royaume. Elle est organisée sous forme d'escadrons, avec un corps d'élite formé par les Compagnons du roi. L'équipement n'est pas original. La cavalerie macédonienne est dotée d'une longue lance (plus courte que la sarisse). Ce n'est pas une arme grecque mais une arme empruntée à des populations balkaniques. Elle permet de lutter efficacement contre l'infanterie lourde. Il s'inspire des Thraces en faisant adopter une formation triangulaire qui accroît l'efficacité de la cavalerie face à l'infanterie lourde. 
Philippe entreprend la réforme de l'infanterie en se fondant sur le modèle thébain avec des phalanges sur 10 à 12 rangées. Il lui donne en plus une profondeur jamais atteinte avec 16 rangées. Par ailleurs, Philippe se rend compte que ses hommes ne peuvent pas payer leur panoplie ; il décide donc de leur fournir. C'est une véritable innovation par rapport à ce qui se fait dans le monde grec. Les armes du phalangite macédonien ne sont pas les mêmes que celles des hoplites grecs. Philippe s'est rendu compte que le problème fondamental est celui de la mobilité. C'est pourquoi ses fantassins ont un casque et un bouclier (léger) mais pas de cuirasse. Surtout, il les dote d'une sarisse longue de 5 à 6 mètres. L'infanterie légère (javeliniers, frondeurs et archers) joue un rôle décisif mais elle n'a jamais constitué une partie importante de l'armée macédonienne. Il peut faire appel à des troupes alliées (Péoniens, Agrianes) ou à des mercenaires grecs.
Philippe prépare enfin son armée à la guerre de siège en utilisant des scorpions, des balistes et des catapultes accompagnés de charpentiers, d'ingénieurs et de tireurs. Il utilise ces armes par exemple lors du siège de Byzance en 340, tout en continuant à négocier.
Alexandre hérite de ces avancées, comme en témoigne en particulier le siège de Tyr. 
Philippe a donc comblé un retard technique et tactique sur les autres cités grecques, l'innovation décisive étant la formation d'une phalange armée de sarisses.

## Expansion macédonienne sous Philippe II

Le royaume de Macédoine en 336 av. J.-C.

### En Thessalie et en Thrace
La Thessalie est l'une des régions agricoles les plus riches du monde grec. La confédération Thessalienne a toujours été instable et déchirée. Elle est donc un champ privilégié pour les intrigues des uns et des autres. Les Macédoniens ont essayé, sans y parvenir, de jouer un rôle décisif dans cette ligue.
Philippe II intervient en Thessalie grâce à l'appel de la cité de Larissa, ce qui lui permet de reprendre le combat contre Phères. 
Il change alors de théâtre d'opération et entame des opérations en Thrace, puis, dans les années 360, il s'attaque aux cités grecques proches de son royaume. Il promet aux Athéniens qu'il laissera Amphipolis s'ils n'interviennent pas. Cependant, il conserve la cité. Il s'empare de cités littorales, comme en 355 Méthone, sans qu'Athènes n'intervienne. À partir de 352 débute la troisième guerre sacrée. Philippe II décide d'intervenir avec les Thessaliens contre les Phocidiens et devient archonte à vie de la confédération thessalienne. 
Il réussit à percer jusqu'en Grèce continentale. Il est de plus en mesure, en tant que chef de la confédération Thessalienne de se mêler des affaires de Delphes et de l'amphictionie. Un certain nombre de chefs, comme Démosthène, s'inquiètent de cette nouvelle puissance mais ils décident de ne rien faire, d'une part parce que les Phocidiens sont leurs alliés et d'autre part, ils ont changé de politique en renonçant à l'hégémonie. Ainsi, sous Eubule, ils se consacrent au développement économique de la cité. Les Athéniens laissent ainsi Philippe prospérer. Ce dernier s'enrichit en Thessalie, s'emparant des deux sources de revenus de la Thessalie avec les taxes des cités et le tribut levé par les Thessaliens sur les cités voisines. Cette situation acquise permet à Philippe de se tourner contre la Ligue chalcidienne et notamment Olynthe.

### Destruction de la Ligue chalcidienne
La Ligue chalcidienne, organisée autour d'Olynthe, montre des ambitions hégémoniques en Grèce du Nord. À l'origine, Olynthe est une cité alliée à Philippe II et l'ennemi d'Athènes. Mais les événements de Thessalie et les interventions répétées de Philippe pousse les Olynthiens à se rapprocher des Athéniens en 352. En représailles, Philippe décide de piller la Chalcidique. À l'été 349, il décide de se retourner contre les Olynthiens et exige que ceux-ci lui livre un certain nombre d'otages et de réfugiés macédoniens. Les Olynthiens refusent. La guerre ouverte est alors engagée. Les Olynthiens décident alors de faire appel aux Athéniens. Dans son introduction aux Olynthiennes, Démosthène déploie tous ses talents d'éloquence pour convaincre d'envoyer un corps expéditionnaire. Mais les Athéniens arrivent trop tard : en 348, Philippe parvient par la trahison d'habitants acquis à sa cause à s'emparer d'Olynthe qu'il fait raser en guise d'avertissement pour ses adversaires et aussi afin de réduire l'attraction qu'elle exerce sur les élites « progressistes » macédoniennes. La cité de Stagire (dont est originaire Aristote) subit le même sort. Leurs habitants, réduits en esclavage, sont dispersés en Thrace et en Macédoine ; tandis que les autres cités sont asservies tout en conservant pour certains d'entre elles une forme d'autonomie. Les territoires de la Ligue, intégrés au royaume de Macédoine, sont offerts aux Compagnons du roi ou à des colons macédoniens.
Philippe négocie néanmoins avec les Athéniens car il veut continuer à pouvoir agir en Thrace. À ce moment-là, les Athéniens ont le choix entre deux politiques : soit l'alliance, soit la ligue panhellénique contre les Macédoniens.

### Ambiguïtés de la paix de 346
Vainqueur de la Ligue chalcidienne, Philippe II peut intervenir en Thrace mais Athènes cherche à conserver le contrôle des détroits hellespontiques. Philippe a donc intérêt à conclure une paix avec les Athéniens. En 346, les Athéniens mandatent dix ambassadeurs pour négocier avec Philippe, mais ce dernier propose une paix avec des conditions spécifiques. Ainsi, chaque parti doit reconnaître pour définitif les gains de l'autre (telle que la cité d'Amphipolis). Philippe exige une alliance sans limitation dans le temps ainsi qu'une alliance défensive négociée entre puissance. Enfin, il demande une clause concernant la sécurité des mers. Cette proposition impliquent que les Athéniens acceptent toutes les pertes subies depuis 360. Les Athéniens doivent en outre se séparer des Phocidiens, qui sont à l'origine de la troisième guerre sacrée : en 355, ils se sont en effet emparés du sanctuaire de Delphes, provoquant la guerre de Dix Ans qui se termine en 346 par la victoire de Philippe. 
En 346 av. J.-C., après un premier congrès panhellénique à Pella, Eubule, dirigeant athénien pro-macédonien, envoie à Pella une ambassade (composée notamment de Philocrate, d'Eschine et de Démosthène) afin de négocier une trêve : ce traité, dit « paix de Philocrate » aboutit à un statu quo territorial, à travers lequel Athènes reconnaît la domination macédonienne en Chalcidique et abandonne la Phocide.
Philippe, occupé en Thrace, fait attendre les ambassadeurs. Il finit par ratifier la Paix de Philocrate et prête serment à Phères, alors qu’il s’apprête à marcher sur les Thermopyles. Les Athéniens acceptent les propositions de paix de Philippe et prêtent serment ainsi que les alliés, excepté les Phocidiens qui en sont exclus. Philippe ne prête lui-même serment qu'à l'occasion de son passage en Grèce centrale avec son armée. 
Démosthène finit par faire échouer cette paix. Philippe décide alors de s'allier aux Thébains et de s'attaquer aux Phocidiens. Par cette victoire, il obtient les deux sièges qu'occupent les Phocidiens au sein de l'Amphictyonie. Après ces renversements d'alliances, Philippe a réussi en 348 à aller là où aucun souverain macédonien ne s'est encore aventuré, c'est-à-dire en Grèce centrale.

### Vers l'hégémonie macédonienne
En 346 av. J.-C., le rhéteur athénien Isocrate accueille favorablement cette paix en écrivant son discours politique Philippe, dans lequel il s'adresse directement au roi de Macédoine, l'invitant à réaliser l'union des cités grecques et à faire la guerre à la Perse achéménides, concrétisant ainsi l'idéal panhellénique. Eubule et Isocrate incarnent donc un courant pro-macédonien actif au sein de l'intelligentsia d'Athènes.
En 342, Philippe II fait de la Thrace une province de la Macédoine et y fonde plusieurs cités. Cette volonté d'implantation en Grèce du Nord-Est provoque des révoltes, notamment celle de Byzance, soutenue par Athènes. En 341, Démosthène prononce sa Troisième Philippique pour convaincre les Athéniens de la nécessité d'entrer en guerre contre Philippe. Dès lors, l'affrontement direct entre Philippe et Athènes apparaît inévitable.
En 338, à l'initiative d'Eschine, le Conseil amphictyonique,  décide une quatrième Guerre sacrée contre une cité de Locride, Amphissa, accusée d'avoir cultivé une terre sacrée. Philippe y voit l'occasion de pousser son influence en Grèce centrale de façon définitive. Il se fait accorder la tête de l'expédition, détruit Amphissa et progresse en Phocide et en Béotie, jusqu'aux portes de l'Attique. Face à la menace, les cités autrefois rivales d'Athènes et de Thèbes fondent une alliance. En août 338, l'armée de Philippe et de son fils Alexandre (placé à la tête de la cavalerie) défait la coalition grecque à la bataille de Chéronée. Athènes subit la perte d'un millier d'hommes et compte plus de 2 000 prisonniers. La cité signe la paix de Démade qui lui impose d'intégrer la coalition macédonienne et d'accorder à Philippe la citoyenneté athénienne. Elle peut néanmoins conserver sa flotte, probablement parce que Philippe songe à l'utiliser contre les Perses. Thèbes est plus sévèrement punie : la cité est occupée par une garnison macédonienne, la ligue de Béotie est dissoute.

## Ligue de Corinthe
L'année suivant la bataille de Chéronée, en 337 av. J.-C., Philippe II réunit les cités grecques lors du congrès de Corinthe et fonde la Ligue de Corinthe ou Ligue des Hellènes. Il est fait interdiction aux cités grecques de se battre entre elles ; mais elles conservent leur autonomie et leurs institutions propres. Sparte, la Crète et les cités de Grande-Grèce, restées neutres, n'y adhèrent pas. Les Macédoniens, que l'opinion générale de l'époque ne reconnaît pas comme « Hellènes », n'en font pas partie.
Philippe cherche à se poser en champion du panhellénique afin d'étendre sa domination sur les Grecs d'Asie et de combattre les Perses. Cette alliance donne une forme stable à l'hégémonie de la Macédoine sur la Grèce ; il s'agit au départ d'un simple traité de « paix commune » auquel les cités grecques doivent adhérer. Philippe se fait proclamer général en chef (hégémon) de la Ligue en 337. C'est à ce titre qu'il plaide pour une guerre contre l'empire achéménide. Le premier acte politique de la Ligue de Corinthe est donc le vote de la guerre contre les Perses et de désigner Philippe comme stratège autocratôr. Mais l'assassinat de Philippe en 336 retarde le projet ; c'est son fils Alexandre le Grand qui met son plan en application. Des contingents de la Ligue de Corinthe (commandés par Antigone le Borgne) prennent part aux campagnes d'Alexandre qui s'achèvent par la conquête de l'empire perse. 
La Ligue de Corinthe n'a plus rien à voir avec les « petites » confédérations (koiné) qui visent à sauvegarder leurs intérêts locaux, ni avec celles qui partagent la Grèce en deux entre Athènes et Sparte. Le pacte fédéral imposé par la Ligue de Corinthe déclare l'unité et la concorde obligatoires dans la Grèce tout entière, surveille les cités suspectes et vise à maintenir leur régime (souvent oligarchiques)

## Expédition contre les Perses
La Ligue de Corinthe, fondée en 337 av. J.-C., devient rapidement une alliance militaire (symmachie) avec pour finalité l'invasion de l'Asie Mineure alors sous la tutelle des Perses achéménides, le prétexte étant de venger la profanation des sanctuaires grecs lors des guerres médiques et de libérer les cités grecques d'Ionie et de Lydie notamment.
Philippe II fait donc appel au début de l’année 336 à ses deux généraux de confiance, Parménion et Attale, pour diriger un corps expéditionnaire en Asie mineure, profitant de l'affaiblissement de l'empire perse à la suite de la mort d'Artaxerxès III. À la tête de 10 000 hommes et aidé par les cités d'Éphèse et Cyzique, Parménion remporte plusieurs victoires, comme à Magnésie du Méandre. Il s’empare de Grynéion près de Pergame pour ensuite se diriger vers Pitané où Memnon de Rhodes, alors à Cyzique pour réprimer la cité, revient pour en assurer la défense. Mais le siège de Pitané échoue, malgré l’arrivée de renforts et il doit se replier en Troade puis à Abydos. Cette première campagne n’est pas couronnée de succès, et rares sont les cités grecques qui se déclarent en faveur des Macédoniens. L'assassinat de Philippe ne change rien aux plans d'invasion. Parménion fait allégeance à Alexandre qui rejoint le corps expéditionnaire à Abydos en mai 334. L'armée macédonienne est à l'aube de l'une des plus grandes conquêtes de l'histoire antique.